# كيتاب نجيلمو
كيتاب نجيلمو (بالإنجليزية: Kitap Ngelmu)‏ كتاب السحر في ميثولوجيا جاوا.